# Rue de la Convention (Le Kremlin-Bicêtre)
Pour les articles homonymes, voir Rue de la Convention (homonymie).
La rue de la Convention est une voie de communication du Kremlin-Bicêtre.

## Situation et accès

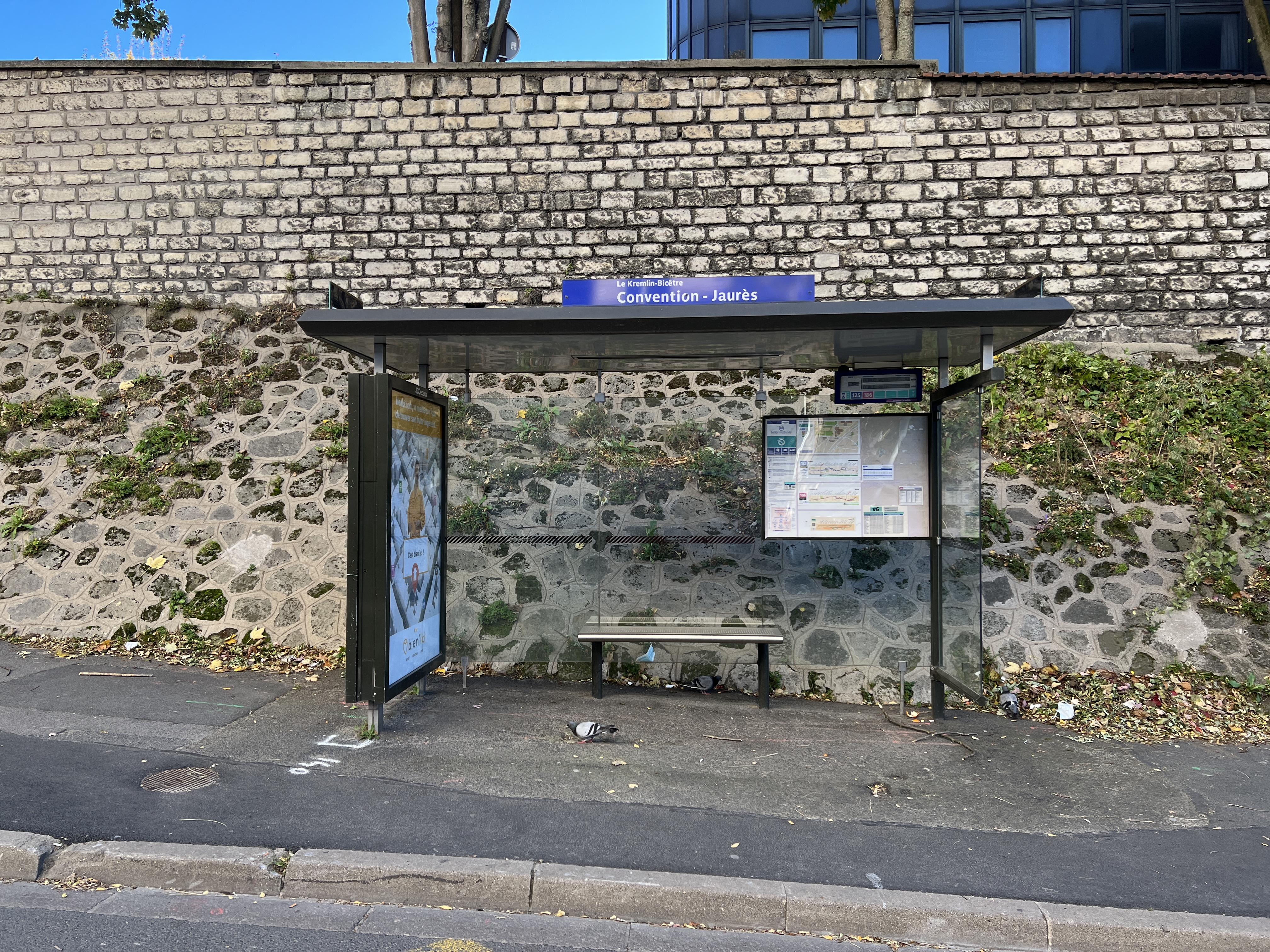
Arrêt Bus Convention Jaurès Rue Convention - Le Kremlin-Bicêtre.

Orientée d'ouest en est, elle commence son tracé au tunnel de Bicêtre qui fait partie de l'échangeur de l'autoroute A6b.
Suivant la route départementale 150, elle croise notamment la rue du Général-Leclerc et la rue Danton, puis se termine à la route nationale 7.

## Origine du nom

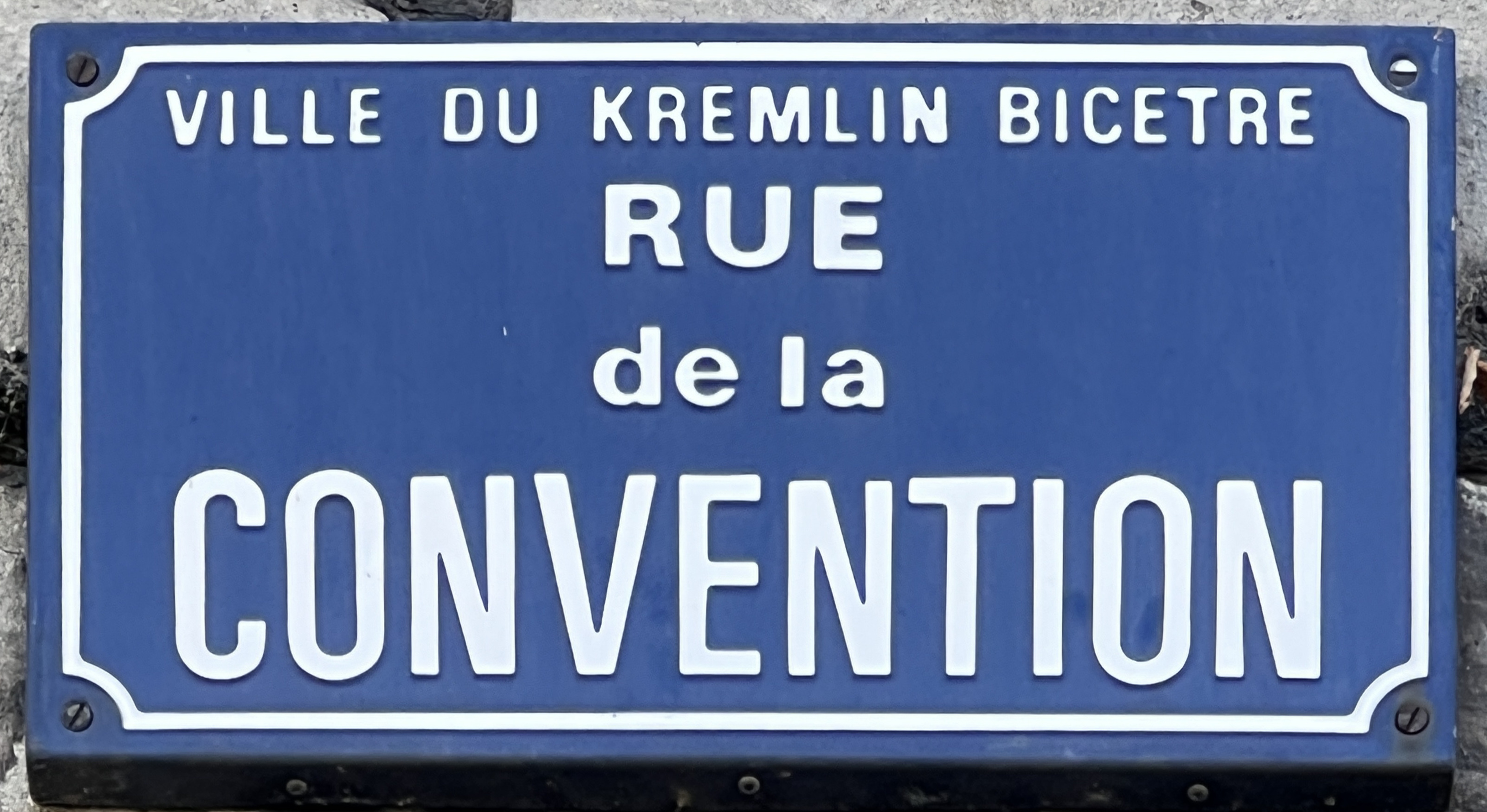
Plaque Rue de la Convention.

Elle tient son nom de la Convention nationale, régime politique français qui gouverna la France du 21 septembre 1792 au 26 octobre 1795 lors de la Révolution française.

## Historique
Cette voie de circulation s'appelait, autour de 1912, rue de l'Annexion,.
Le 30 mai 1918, pendant les bombardements de Paris et de sa banlieue durant la Première Guerre mondiale, un tir de la Grosse Bertha aboutit dans le jardin de la Mairie.

## Bâtiments remarquables et lieux de mémoire
- Hôpital Bicêtre.

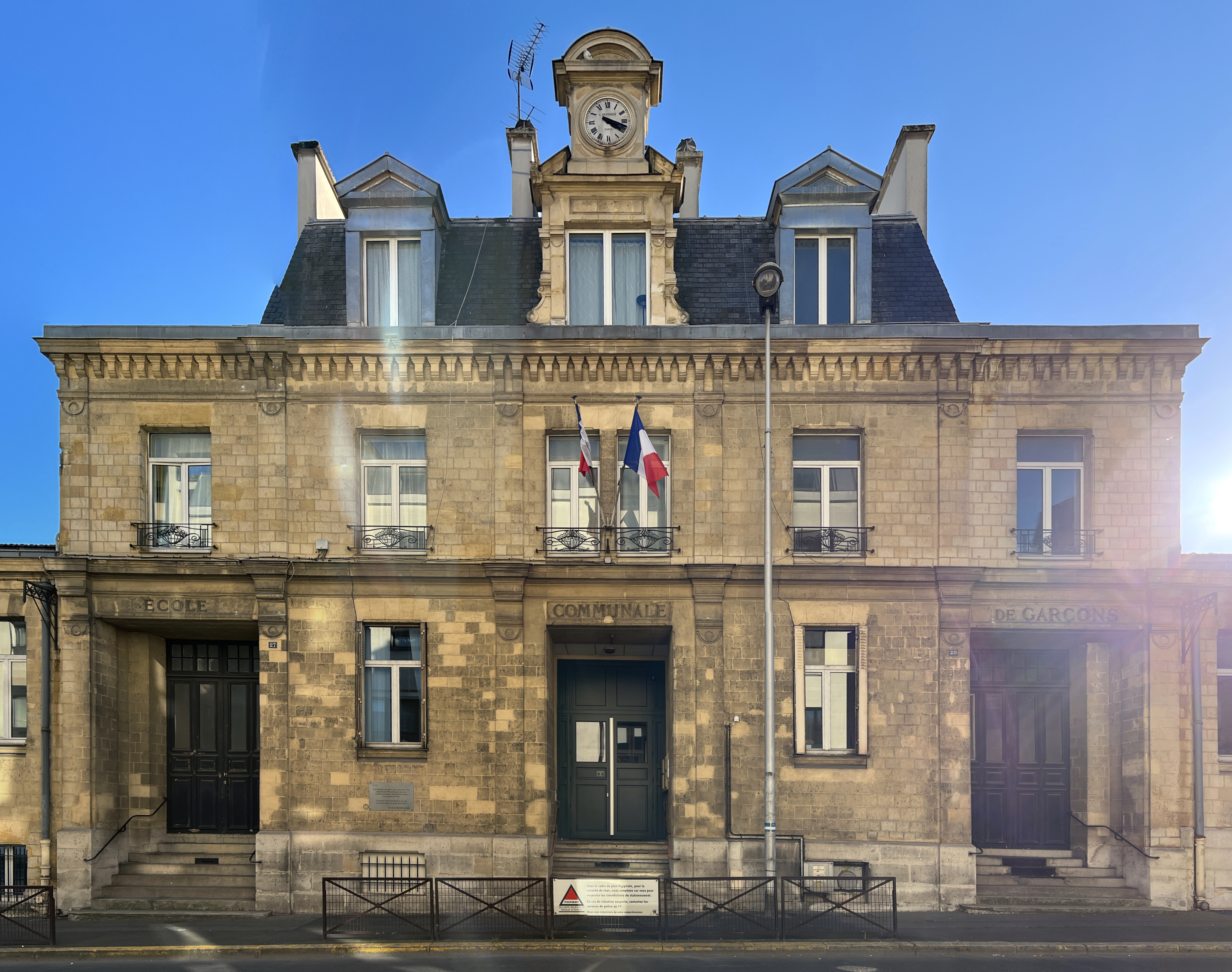
École Maternelle Jean-Zay.

- Hôtel de ville du Kremlin-Bicêtre.
- Bibliothèque universitaire, Faculté de Médecine Paris-Saclay.
- Parc Philippe-Pinel.
- École communale Jean-Zay.